# Isolueshit
Isolueshit ist ein sehr selten vorkommendes Mineral aus der Mineralklasse der „Oxide und Hydroxide“ mit der idealisierten chemischen Zusammensetzung NaNbO3 und damit chemisch gesehen ein Natrium-Niob-Oxid oder auch Natriumniobat. Da bei natürlichen Isolueshiten allerdings meist ein geringer Teil des Natriums durch Calcium und/oder verschiedene Metalle der Seltenen Erden (hier vor allem Lanthan) sowie ein Teil des Niobs durch Titan ersetzt (substituiert) ist, wird die chemische Formel in verschiedenen Quellen auch mit (Na,Ca,La)(Nb,Ti)O3 angegeben.
Isolueshit kristallisiert im kubischen Kristallsystem und entwickelt selten idiomorphe, gelegentlich auch miteinander verwachsene, Kristalle bis etwa 0,3 mm Größe, eingeschlossen in Mikroklin und Sodalith. Die Oberflächen der undurchsichtigen und bräunlichschwarzen Kristalle weisen einen diamantähnlichen Glanz auf.

## Etymologie und Geschichte
Entdeckt wurde Isolueshit im Apatit-Bergwerk Kirow (auch Kirovsky oder Kirovskii, russisch Кировский рудник) am Kukiswumtschorr (Kukisvumchorr) in den Chibinen auf der russischen Halbinsel Kola. Die Erstbeschreibung erfolgte durch Anton Chakhmouradian, Viktor Yakovenchuk, Roger H. Mitchell und Alla Bogdanova, die das Mineral in Anlehnung an dessen kubische (isometrische) Struktur beziehungsweise optische Isometrie sowie dessen nahe Verwandtschaft mit Lueshit als Isolueshit bezeichneten.
Das Mineralogenteam sandte seine Untersuchungsergebnisse und den gewählten Namen 1995 zur Prüfung an die International Mineralogical Association (interne Eingangs-Nr. der IMA: 1995-024), die den Isolueshit als eigenständige Mineralart anerkannte. Die Publikation der Erstbeschreibung erfolgte zwei Jahre später im Fachmagazin European Journal of Mineralogy. Die ebenfalls von der IMA/CNMNC anerkannte Kurzbezeichnung (auch Mineral-Symbol) von Isolueshit lautet „Isl“.
Das Typmaterial von Isolueshit wird im Bergbaumuseum des Bergbauinstituts unter der Katalog-Nr. 3007 und im Mineralogischen Museum der Staatlichen Universität Sankt Petersburg unter der Katalognummer 1/18271 in Sankt Petersburg aufbewahrt.

## Klassifikation
Die strukturelle Klassifikation der International Mineralogical Association (IMA) zählt den Isolueshit zur Gruppe der stöchiometrischen Einfachperowskite der Perowskit-Supergruppe. Hier bildet er zusammen mit Barioperowskit, Goldschmidtit, Lakargiit, Loparit, Heamanit-(Ce), Lueshit, Macedonit, Megawit, Perowskit und Tausonit die Perowskit-Untergruppe.
Da der Isolueshit erst 1995 als eigenständiges Mineral anerkannt und dies 1997 publiziert wurde, ist er in der veralteten 8. Auflage der Mineralsystematik nach Strunz nicht verzeichnet.
Im zuletzt 2018 aktualisierten „Lapis-Mineralienverzeichnis“, das sich aus Rücksicht auf private Sammler und institutionelle Sammlungen noch nach dieser klassischen Systematik von Karl Hugo Strunz richtet, erhielt das Mineral die System- und Mineral-Nr. IV/C.10-055. In der „Lapis-Systematik“ entspricht dies der Klasse der „Oxide und Hydroxide“ und dort der Abteilung „Oxide mit dem Stoffmengenverhältnis Metall : Sauerstoff = 2 : 3 (M2O3 und verwandte Verbindungen)“, wo Isolueshit zusammen mit Barioperowskit, Lakargiit, Latrappit, Loparit-(Ce), Lueshit, Macedonit, Megawit, Natroniobit, Pauloabibit, Perowskit, Tausonit und Vapnikit die „Perowskitreihe“ mit der System-Nr. IV/C.10 bildet.
Die von der IMA zuletzt 2009 aktualisierte 9. Auflage der Strunz’schen Mineralsystematik ordnet den Isolueshit in die erweiterte Abteilung der Oxide mit dem Stoffmengenverhältnis „Metall : Sauerstoff = 2 : 3, 3 : 5 und vergleichbare“ ein. Diese ist weiter unterteilt nach der relativen Größe der beteiligten Kationen, so dass das Mineral entsprechend seiner Zusammensetzung in der Unterabteilung „Mit großen und mittelgroßen Kationen“ zu finden ist, wo es zusammen mit Loparit-(Ce), Macedonit und Tausonit die „Loparit-Macedonit-Gruppe“ mit der System-Nr. 4.CC.35 bildet.
Auch die vorwiegend im englischen Sprachraum gebräuchliche Systematik der Minerale nach Dana ordnet den Isolueshit in die Klasse der „Oxide und Hydroxide“ und dort in die Abteilung der „Oxide“ ein. Hier ist er zusammen mit Barioperowskit, Lakargiit, Latrappit, Loparit-(Ce), Lueshit, Perowskit und Tausonit in der „Perowskit-Gruppe“ mit der System-Nr. 04.03.03 innerhalb der Unterabteilung „Einfache Oxide mit einer Kationenladung von 3+ (A2O3)“ zu finden.

## Chemismus
Die theoretische Zusammensetzung von stoffreinem Isolueshit (NaNbO3) besteht aus 14,027 Gew.-% Natrium (Na), 56,687 Gew.-% Niob (Nb) und 29,286 Gew.-% Sauerstoff (O).
Die Analyse des Typmaterials ergab allerdings zusätzlich Fremdbeimengungen von Titan (Ti), Calcium (Ca), Strontium (Sr), Thorium (Th) und den Seltenen Erden Lanthan (La) und Cer (Ce) sowie Spuren von Kalium (K), Tantal (Ta) und den Seltenen Erden Praseodym (Pr), Neodym (Nd) und Samarium (Sm). Auf der Grundlage von drei Sauerstoffionen wurde daraus die durchschnittliche, empirische Zusammensetzung (Na0,73Ca0,08La0,05Ce0,03Sr0,03Th0,01)Σ=0,93(Nb0,66Ti0,35)Σ=1,01O3,00 berechnet und zu der Formel (Na,Ca,La)(Nb,Ti)O3 idealisiert.

## Kristallstruktur
Isolueshit kristallisiert kubisch in der Raumgruppe Pm3m (Raumgruppen-Nr. 221) mit dem Gitterparameter a = 3,909(1) Å sowie einer Formeleinheit pro Elementarzelle.

## Eigenschaften
Im Gegensatz zu seiner bräunlichschwarzen Oberflächenfarbe erscheint Isolueshit im Auflichtmikroskop bläulich mit internen rötlichbraunen Reflexionen.
Die Mikrohärte von Isolueshit beträgt bei einer eingesetzten Prüfkraft von 70 g zwischen 544 und 616 nach {110} und 479–544 nach {100}. Dies entspricht einer durchschnittlichen Vickershärte von 580 und einer Mohshärte von 5,5.

## Modifikationen und Varietäten
Die Verbindung NaNbO3 ist trimorph und kommt in der Natur neben dem kubisch kristallisierenden Isolueshit noch als orthorhombisch kristallisierender Lueshit und als trigonal kristallisierender Pauloabibit vor; möglicherweise auch als monoklin kristallisierender Natroniobit, wobei dessen Mineralstatus bisher noch fraglich ist.

## Bildung und Fundorte
Isolueshit bildet sich in hydrothermal umgewandelten Pegmatit-Adern in urtitischem Gestein, einem hellen plutonischen, feldspatfreien Gestein aus der Familie der Ijolith-Gesteine. Als Begleitminerale treten neben Mikroklin und Sodalith, in denen Isolueshit meist als Inklusion zu finden ist, unter anderem noch Aegirin, Arfvedsonit und Lamprophyllit auf.
Außer seiner Typlokalität, dem Apatit-Bergwerk Kirow auf der Halbinsel Kola in Russland, ist bisher kein weiterer Fundort für Isolueshit dokumentiert (Stand 2023).